# Canasta sobre la bocina

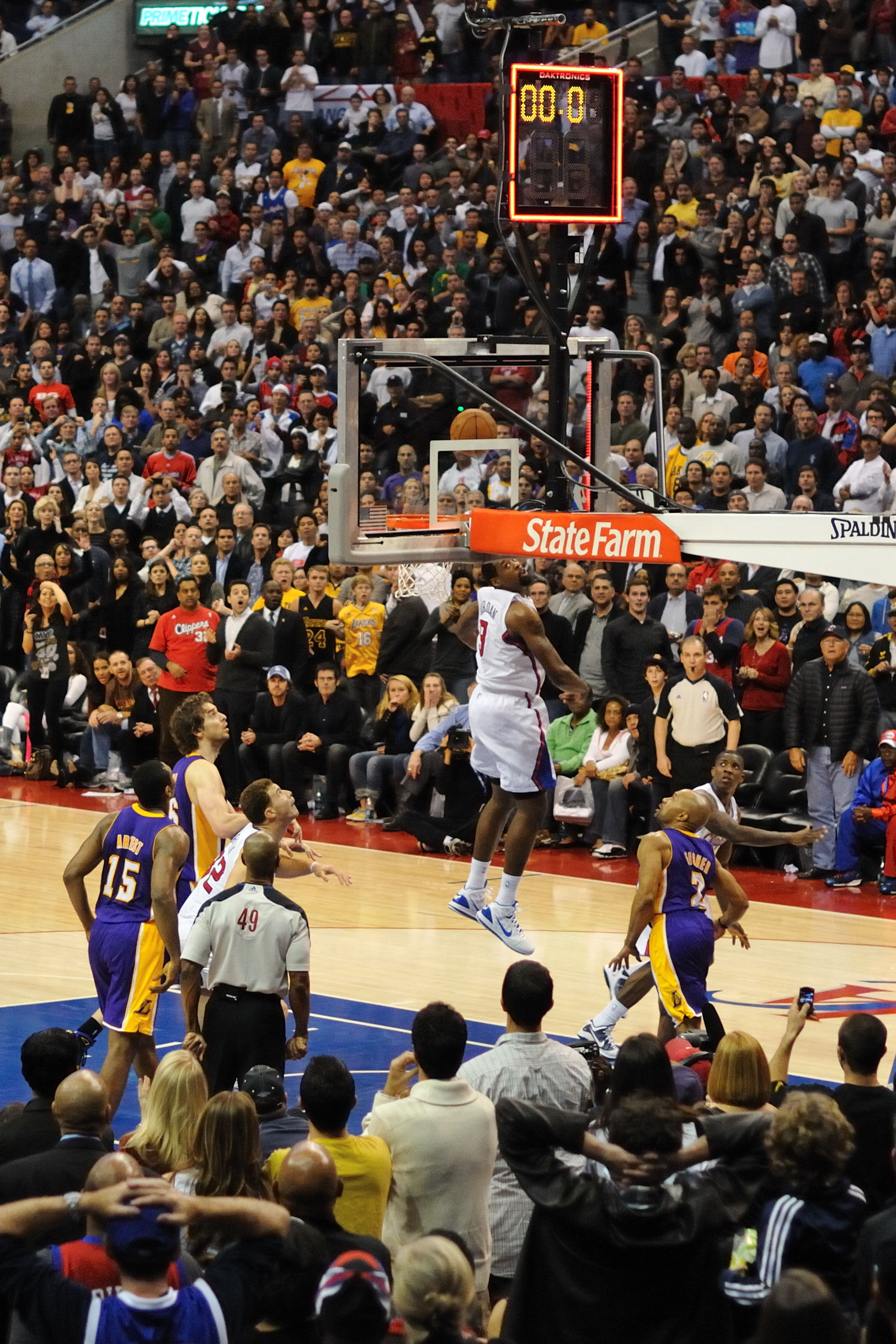
Derek Fisher anota una canasta sobre la bocina ante Los Angeles Clippers en 2010

En baloncesto, una canasta sobre la bocina (buzzer beater en inglés) es un lanzamiento realizado justo antes de que el cronómetro del partido o de un periodo se acabe, cuando la bocina suena (y las luces del borde del tablero se iluminan, en los campeonatos en que esto se realiza). El término canasta sobre la bocina se reserva generalmente a las canastas que además de serlo son decisivas para ganar o empatar un partido en el último momento. Si un jugador lanza soltando la pelota antes de que suene la bocina, ganando a la bocina, de manera que suene cuando la pelota está en el aire, la canasta es válida si entra, aunque sea después del tiempo reglamentario. Frecuentemente el lanzamiento sobre la bocina se hace desde larga distancia, incluso desde más allá de la línea de medio campo, siendo, cuando se convierte, una jugada espectacular y también efectiva en cuanto al resultado.
Los árbitros de competiciones como la NBA, NCAA, Serie A (Italia) y Euroliga (desde 2006) tienen que utilizar el llamado instant replay para comprobar en estas situaciones que dejó de haber contacto con la pelota antes de que el tiempo llegara a cero. En la NBA, desde 2002, se utiliza una banda luminosa alrededor del tablero y en el marcador para señalar mejor el final de periodo, algo que posteriormente se fue añadiendo al resto de competiciones tanto nacionales como internacionales.

## En la NBA
- En el tercer partido de las finales de la NBA de 1970 entre Los Angeles Lakers y New York Knicks, Jerry West metió un tiro desde su propio campo que empató el partido 102-102.Sin embargo, su equipo acabó perdiendo en la prórroga por 108-111.[1]
- En el quinto partido de la final de la Conferencia Este de 1987 entre los Detroit Pistons y los Boston Celtics, Larry Bird, de los Celtics, robó un pase interior de Isiah Thomas de los Pistons, y pasó la pelota a Dennis Johnson, que hizo una bandeja cuando se acababa el tiempo, dando la victoria a los Celtics con un 108-107.[2]
- En el cuarto partido de la final de la NBA de 1987, Magic Johnson de los Lakers lanzó un gancho en el último segundo por encima de las manos de Robert Parish y Kevin McHale, ambos más altos que él, para ganar el partido 107-106.[3]
- El 7 de mayo de 1989, Michael Jordan de los Chicago Bulls recibió un pase interior cuando quedaban tres segundos, corrió hacia la cabecera de la zona con defensores persiguiéndole, y lanzó en el último segundo ante Craig Ehlo de los Cleveland Cavaliers para meter El Tiro  (The Shot), acabando el partido con el resultado de 101-100.[4]
- En las eliminatorias por el título de la NBA en 1995, Nick Van Exel de Los Angeles Lakers encestó un triple cuando quedaban 0.5 segundos para dejar el marcador en 98-96, dando la victoria a su equipo sobre los San Antonio Spurs.[5]
- En el sexto partido de la final de la Conferencia Oeste de 1997, John Stockton de los Utah Jazz metió un triple sobre la bocina, haciendo ganar a los Jazz sobre los Houston Rockets por 103-100 y acabando la eliminatoria con el resultado de 4-2.[6]
- En las semifinales de la Conferencia Oeste de 2004, los Lakers iban por detrás de los San Antonio Spurs por 72-73 cuando quedaban 0.4 segundos, y tenían posesión de la pelota en medio campo después de un tiempo muerto. Derek Fisher de los Lakers consiguió atrapar la pelota y marcar en ese tiempo, dando la victoria a los Lakers por 74 a 73.[7]